# Daihatsu Sirion
La Daihatsu Sirion è un'automobile utilitaria prodotta dalla casa automobilistica giapponese Daihatsu dal 1998.
Il gruppo Toyota, proprietario della Daihatsu, la commercializza anche come Toyota Duet
sui mercati di esportazione e lo stesso modello, sul mercato giapponese, è commercializzato come Daihatsu Storia e Toyota Passo.
Sin dalla prima presentazione la vettura è prodotta solo con carrozzeria berlina a 5 porte equipaggiata con propulsori di cilindrata ridotta e cambio manuale a 5 marce o cambio automatico a 4 rapporti.

## Prima generazione (1998-2004)
Anticipata dalla concept car semi definitiva Daihatsu NCX esposta nel settembre 1997 al Salone dell’automobile di Francoforte e successivamente a quello di Tokyo, la prima generazione è stata introdotta sul mercato giapponese nel febbraio del 1998 ed è stata sviluppata in collaborazione con la Toyota utilizzando la stessa piattaforma che verrà utilizzata nel 1999 dalla prima generazione della Toyota Yaris.
La Sirion nasce come erede della precedente Charade ma viene proposta solo con carrozzeria cinque porte e dimensioni che la collocano nel segmento B sul mercato europeo. Sul mercato giappone la vettura è stata venduta con la denominazione Daihatsu Storia in quanto il nome Sirion era riservato ai mercati di esportazione. Inoltre, per mezzo di un accordo di badge engineering è stata vendita in Giappone anche dalle concessionarie Toyota rimarchiata Toyota Duet.
Come tutte le utilitarie della casa giapponese la Sirion possiede un telaio a trazione anteriore o integrale con sospensioni anteriori a ruote indipendenti con schema MacPherson e posteriori ad assale torcente sul modello a trazione anteriore e Multilink a tre bracci sui modelli a trazione integrale (lo stesso schema utilizzato dalla Cuore 4WD dell’epoca).

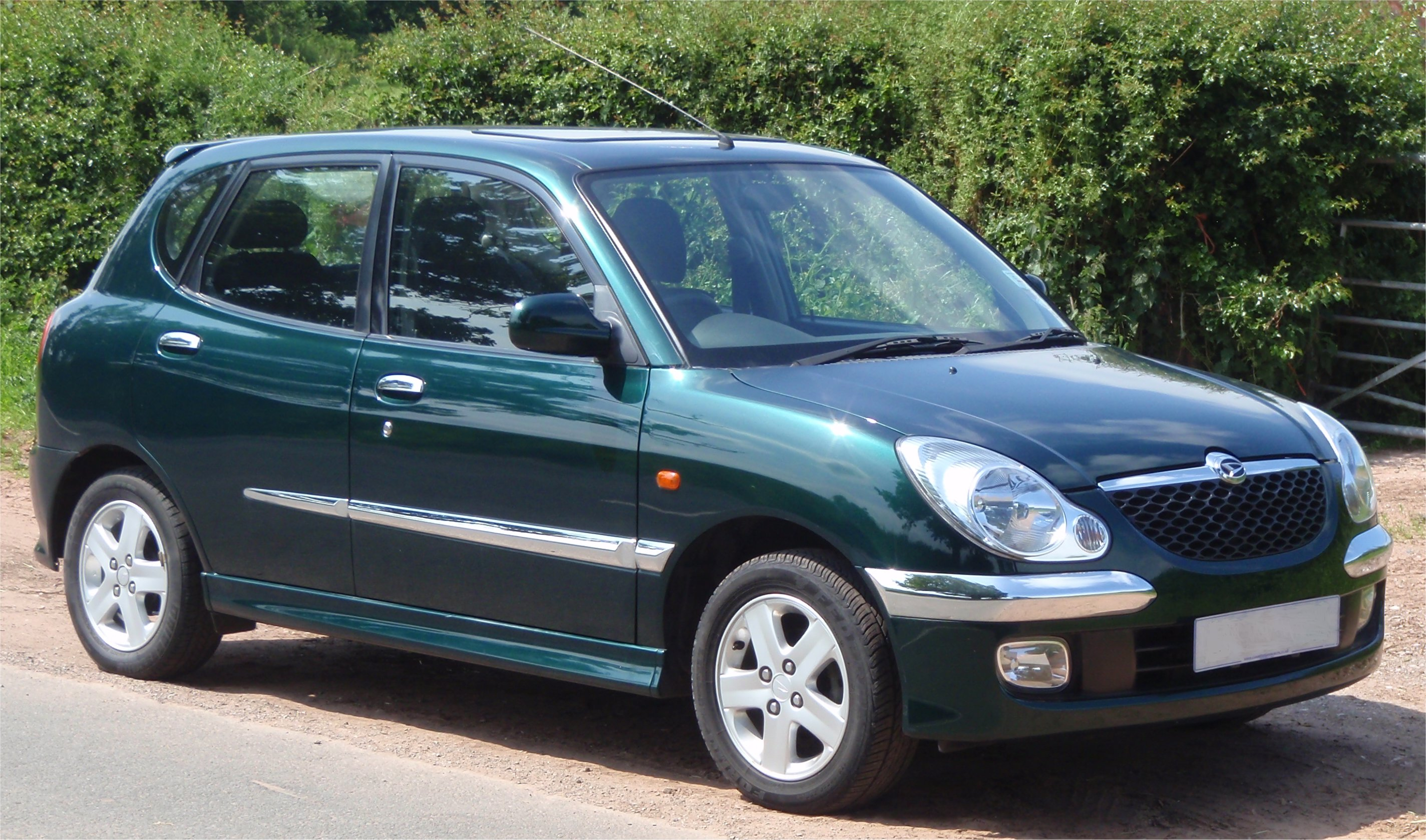
Sirion dopo il restyling del 2002

In Europa è stata introdotta dal settembre del 1998 mentre in Italia è stata venduta a partire dal 1999 con 2 motorizzazioni benzina: 1.0 (3 cilindri 58 CV) e 1.3 16V (4 cilindri 102 cavalli). In Inghilterra è stata venduta una versione sportiva denominata Rally equipaggiata con il 1.3 16 valvole potenziato a 110 cavalli. Il cambio era manuale a cinque rapporti oppure optional sulle 1.3 automatico a quattro rapporti Seqtronic con modalità sequenziale. Sottoposta al crash test dell'Euro NCAP nel 2000 ha ottenuto la valutazione di 3 stelle.
Per il mercato giapponese la vettura era disponibile anche nella versione sportiva denominata Daihatsu Storia X4 con un motore quattro cilindri da soli 713 cm³ JC-DET capace di 120 cavalli mediante l'uso di un turbocompressore. La trazione era integrale. Quest'ultima è stata impiegata nel campionato nipponico All-Japan Rally Championship.
Nel 2000 viene introdotto un lieve restyling estetico dove viene aggiornato il frontale adottando una nuova calandra cromata, nuova grafica per i fanali e optional il body kit con minigonne anteriore, laterali e posteriori.
Nel’estate 2002 debutta un secondo restyling più importante dove viene ridisegnato il frontale adottando nuovi fanali a goccia e nuova calandra, vengono cambiati anche i paraurti posteriori e debuttano nuovi cerchi in lega. All’interno debutta una nuova strumentazione con computer di bordo e nuovi rivestimenti per i sedili. Il motore 1.3 viene sostituito da una versione depotenziata a 87 CV omologata Euro 4.

## Seconda generazione (2004-2015)
La seconda generazione (codice progettuale M300) è stata introdotta nel mercato giapponese nell’agosto del 2004 mentre sul mercato europeo viene introdotta a novembre. La produzione avviene nello stabilimento di Ikeda in Giappone.
Completamente rinnovata la vettura è stata sviluppata dalla Daihatsu insieme alla Toyota e a capo del progetto vi era Tetsuya Tada, ingegnere capo del gruppo Toyota.
La seconda è stata venduta sul mercato giapponese dalla Toyota come Toyota Passo andando a rappresentare il modello più piccolo del costruttore, mentre la Daihatsu l’ha ribattezzata come Daihatsu Boon riservando la denominazione Sirion al mercato estero (Europa e sud-est asiatico).
La seconda serie di Sirion è leggermente più corta (la carrozzeria misura 3,605 metri) e utilizza un nuovo telaio che funge da piattaforma di base più leggero disponibile sia a trazione anteriore che integrale. La sospensione anteriore possiede uno schema MacPherson mentre al posteriore viene adottato uno schema a ponte rigido torcente sia per la variante a trazione anteriore che per quella integrale. La gamma motori è composta dal 1.0 tre cilindri benzina 1KR-FE da 69 CV e dal 1.3 quattro cilindri benzina K3-VE da 86 CV. Il cambio è manuale a cinque rapporti oppure (solo sulla 1.3) un automatico con convertitore a quattro rapporti. La trazione integrale è con giunto viscoso progressivo ed è abbinata alla motorizzazione 1.3.
Esteticamente possiede una carrozzeria cinque porte con forme spigolose sviluppata maggiormente in altezza rispetto alla prima generazione, l’abitacolo è più spazioso ed è omologato cinque posti. Le portiere possiedono un angolo di apertura fino a 80 gradi.
In Giappone la vettura è stata prodotta anche nella versione sportiva Boon X4 equipaggiata con il motore 900 turbo 3 cilindri (936 cm³) KJ-VET erogante 120 cavalli.
Nuovamente sottoposta ai crash test Euro NCAP nel 2005 la valutazione sotto il punto di vista della sicurezza automobilistica è stata di quattro stelle.
In Malesia la vettura veniva prodotta localmente dalla Perodua nello stabilimento di Rawang e venduta come Perodua Myvi; tale modello presentava lievi differenze nel frontale con fanali e paraurti specifici.

### Restyling 2007

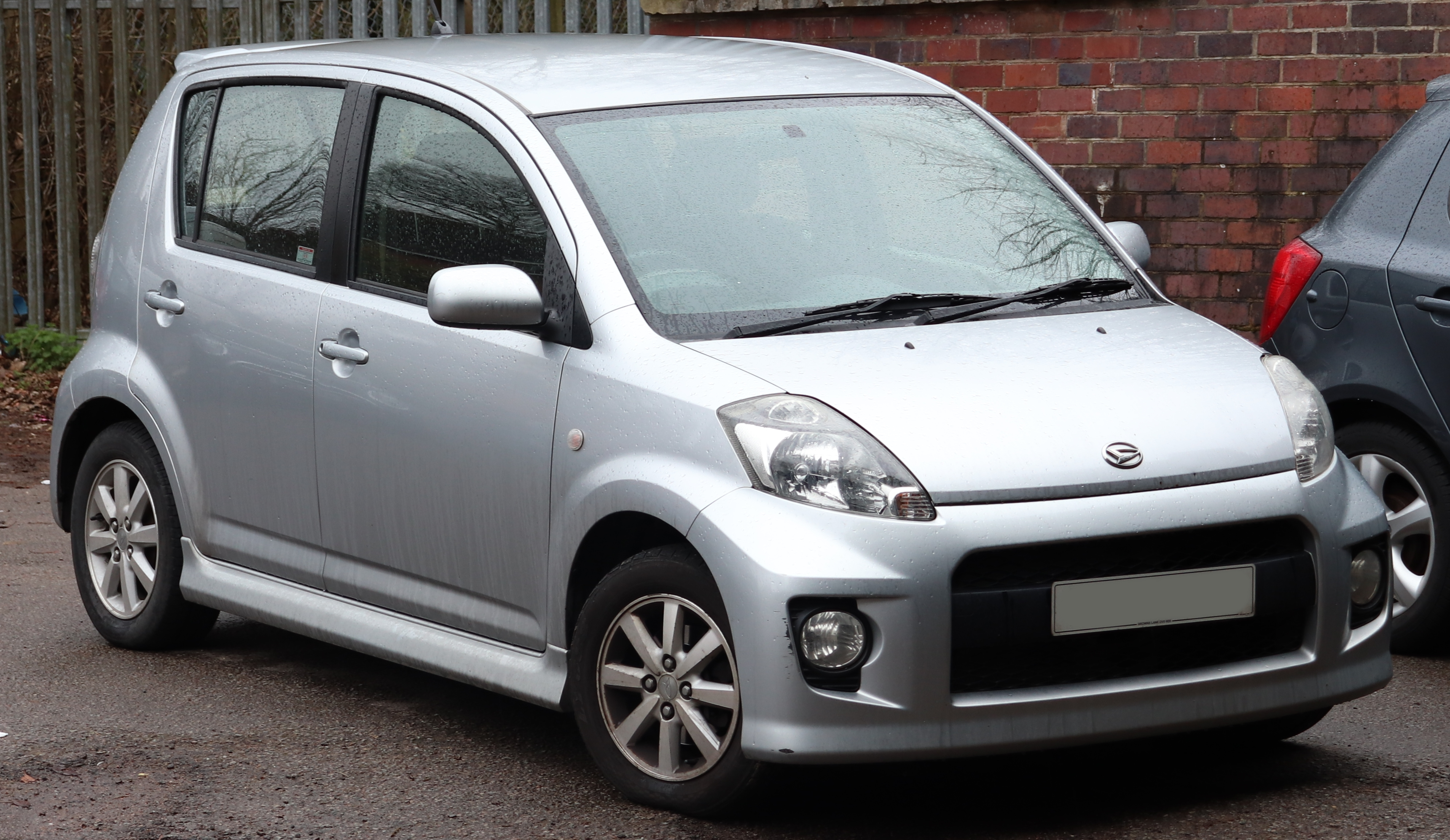
Sirion versione Sport 1.5

Al salone di Francoforte 2007 è stato presentato un leggero restyling che ha portato ad un aggiornamento al frontale con l’adozione di nuovi paraurti e nuova mascherina. Sul mercato europeo inoltre viene introdotta anche la gemella a marchio Subaru ribattezzata Subaru Justy tramite un accordo OEM tra la Daihatsu e la Subaru Corporation; la Justy non presenta modifiche rispetto alla Sirion.
Sul mercato italiano sono state introdotte le versioni 1.0 bi-fuel GreenPowered (Benzina e GPL). Il serbatoio del GPL possiede una capacità di 34 litri.
Nel 2008 è stata introdotta la versione Sport equipaggiata con il motore 1.5 quattro cilindri benzina 3SZ-VE 16 valvole DVVT erogante 103 cavalli e accoppiato al cambio manuale a cinque rapporti e alla trazione anteriore. La Sport esteticamente viene caratterizzata da paraurti anteriore specifico dal design più sportivo con un’ampia presa d’aria e fendinebbia circolari, spoiler anteriore e minigonne laterali, gruppi ottici posteriori imbruniti. La lunghezza della Sirion Sport è di 3,63 metri (per via dei paraurti specifici). L’assetto e le sospensioni erano irrigidite e al retrotreno viene adottato un ponte semirigido.
In Giappone le vendite sono terminate nel 2011 quando è stata sostituita dalla Daihatsu Boon di seconda generazione mentre all’estero è stata venduta fino al 2015.